# 나의 절친 악당들
"나의 절친 악당들"은 2015년에 개봉한 대한민국의 영화이다.

## 캐스팅
- 류승범 : 지누 역
- 고준희 : 나미 역
- 류현경 : 정숙 역
- 샘 오취리 : 야쿠부 역
- 김응수 : 인수 역
- 정원중 : 상호 역
- 양익준 : 음부키 역
- 동하 : 창준 역
- 김흥래 : 사과 먹는 사내 역
- 이두석 : 비서 남 역
- 김하얀 : 비서 여 역
- 임상수 : 부회장 역
- 이상화 : 추돌트럭 운전기사 역
- 홍근하 : 여정 운전기사 역
- 윤여정 : 여정 역 (특별출연)
- 김주혁 : 회장 역 (특별출연)
- 김C (특별출연)
- 문지애 (특별출연)
- 장기하와 얼굴들 (특별출연)